# Bess Armstrong

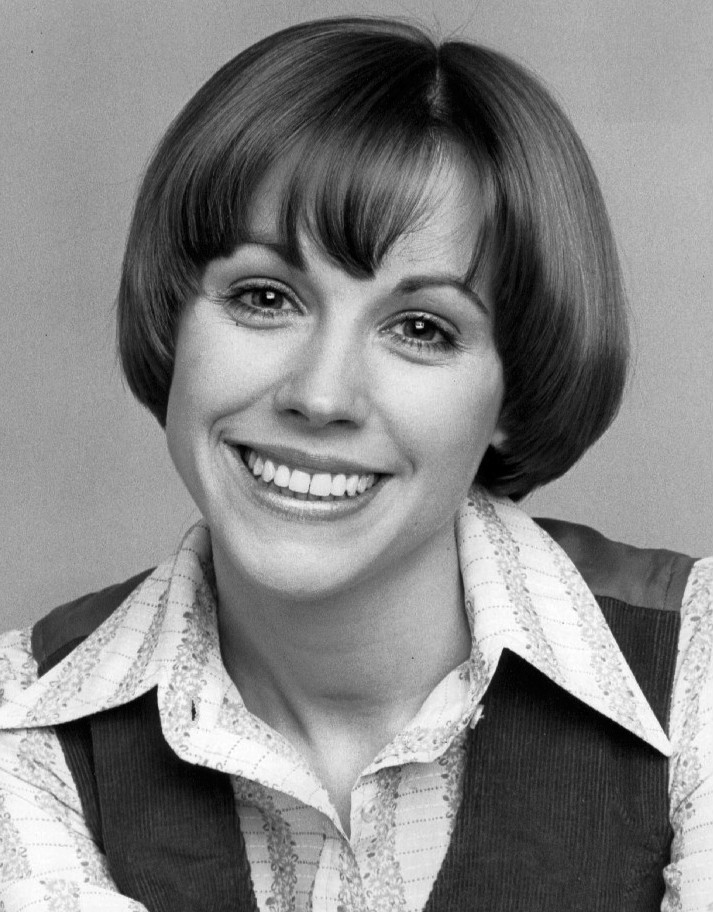
Bess Armstrong

Bess Armstrong (* 11. Dezember 1953 in Baltimore, Maryland; gebürtig Elizabeth Key Armstrong) ist eine US-amerikanische Schauspielerin.

## Leben und Leistungen
Armstrong, deren Eltern als Lehrer gearbeitet haben, schloss ein Studium der Theaterkunst an der Brown University ab. Sie debütierte als Schauspielerin im Jahr 1977 in der Fernsehserie On Our Own. In der Fernsehkomödie Deine Braut gehört mir (1978) spielte sie eine der größeren Rollen; ähnlich im Fernsehthriller Das elfte Opfer (1979) von Jonathan Kaplan. In der Komödie Vier Jahreszeiten (1981) trat sie in einer größeren Rolle an der Seite von dem auch als Regisseur und Drehbuchautor tätigen Alan Alda auf. Der Film gehörte zu den zehn erfolgreichsten Kinofilmen des Jahres 1981 in den USA.
Im Abenteuerfilm Höllenjagd bis ans Ende der Welt (1983) übernahm Armstrong neben Tom Selleck eine der Hauptrollen, für die sie im Jahr 1984 für den Saturn Award nominiert wurde. Eine weitere Hauptrolle spielte sie neben Dennis Quaid im Horrorfilm Der weiße Hai 3-D aus dem Jahr 1983. In der Filmkomödie Nothing in Common – Sie haben nichts gemeinsam (1986) von Garry Marshall trat sie an der Seite von Tom Hanks auf. Im Jahr 1994 folgte eine größere Rolle an der Seite von James Spader und Mädchen Amick im Thriller Nightmare Lover. Im gleichen Jahr startete die Fernsehserie Willkommen im Leben, in der Armstrong bis 1995 neben Claire Danes zu sehen war. In der Komödie Dieser verflixte Kater (1997) spielte sie die Mutter von Patti Randall (Christina Ricci).
Armstrong war in den Jahren 1983 bis 1984 mit dem Regieassistenten und Filmproduzenten Chris Carreras verheiratet. Im Jahr 1985 heiratete sie den Produzenten John Fiedler. Sie hat mit ihm drei Kinder.

## Filmografie (Auswahl)
- 1977–1978: On Our Own (Fernsehserie, 22 Episoden)
- 1978: Deine Braut gehört mir (Getting Married)
- 1979: Das elfte Opfer (11th Victim)
- 1981: Vier Jahreszeiten (The Four Seasons)
- 1982: Jekyll und Hyde – Die schärfste Verwandlung aller Zeiten (Jekyll and Hyde... Together Again)
- 1983: Höllenjagd bis ans Ende der Welt (High Road to China)
- 1983: Der weiße Hai 3-D (Jaws 3-D)
- 1984: The House of God
- 1984: Lace
- 1986: All Is Forgiven (Fernsehserie, 9 Episoden)
- 1986: Nothing in Common – Sie haben nichts gemeinsam (Nothing in Common)
- 1989: Mother, Mother (Kurzfilm)
- 1989: Mein Partner mit dem zweiten Blick (Second Sight)
- 1990–1991: Paarweise glücklich (Married People, Fernsehserie, 18 Episoden)
- 1993: The Skateboard Kid
- 1994: Nightmare Lover (Dream Lover)
- 1994–1995: Willkommen im Leben (My So-Called Life, Fernsehserie, 19 Episoden)
- 1994, 1999: Die Nanny (Fernsehserie, 2 Episoden)
- 1995: Brutale Exzesse – Skandal in der Navy
- 1996: Zur Lüge gezwungen (Forgotten Sins)
- 1996: Und täglich grüßt der Weihnachtsmann (Christmas Every Day)
- 1997: Dieser verflixte Kater (That Darn Cat)
- 1998: John Waters’ Pecker (Pecker)
- 2000: Diamond Men
- 2004, 2010: One Tree Hill (Fernsehserie)
- 2007: Corporate Affairs
- 2009: Criminal Minds (Fernsehserie, Episode 4x15)
- 2012: Mad Men (Fernsehserie, Episode 5x06)
- 2013–2014: House of Lies (Fernsehserie, 10 Episoden)
- 2014: Navy CIS (NCIS, Fernsehserie, Episode 11x16)
- 2015–2017: Switched at Birth (Fernsehserie, 7 Episoden)
- 2015–2016: Zoo (Fernsehserie, 2 Episoden)
- 2016: Conviction (Fernsehserie, 3 Episoden)
- 2017: Scandal (Fernsehserie, 1 Episode)
- 2018: The Arrangement (Fernsehserie, 2 Episoden)
- 2018–2019: S.W.A.T. (Fernsehserie, 3 Episoden)
- 2019: Love and Sunshine (Fernsehfilm)
- 2019–2021: Grey’s Anatomy (Fernsehserie, 3 Episoden)
- 2019–2021: Bosch (Fernsehserie, 10 Episoden)